# Great Budworth
Great Budworth est un village et une paroisse civile et ecclésiastique, près de Knutsford dans le comté du Cheshire, où se trouve une église anglicane du XIVe siècle et d'autres monuments historiques.